# حسن كامل الصيرفي
حسن كامل الصيرفي (1908- 1984 م)، شاعر وصحفي مصري، من مؤسسي جماعة أبولو الشعرية، وهو محقق أدبي، ساهم في إصدار مجلة لها، وكان عضوًا في رابطة الأدب الحديث، وعضوًا في المجمع اللغوي في دمشق، إلى جانب عضويته في المجلس الأعلى للفنون والآداب والعلوم الاجتماعية. 

## سيرته
وُلد في دمياط يوم 6 سبتمبر عام 1908م، وبدأ بتنظيم الشعر في سنٍ مبكرة منذ عام 1923م، وتلقَّى دراسته الابتدائيَّة والثانويَّة ثم غادر المدرسة ولم يكمل المرحلة الثانويَّة لظروفٍ قاهرة، ولكنَّه اسـتمرَّ في تثقيف نفسه بالقراءة والتمرُّن على كتابة الشِّعر، والتحق عام 1927م بوظـيفة في وزارة الزراعة، ثمَّ انتقل إلى سكرتارية رئاسة مجلس النُّوَّاب (مجلس الأمَّة فيما بعد) عام 1942م، وشغل بعد ذلك فيه إدارة الصحافة حتَّى أُحيل على التقاعُد عام 1968م.

## أعماله
- ساهم في إصدار مجلة لها.
- ساهم في إصدار مجلة الراوي الجديدة.
- أشرف على مجلة (المجلة) الصادرة عن وزارة الثقافة المصرية.
- ساهم في تأسيس جماعة أبولو.
- حرر الصفحات الأدبية لكلًا من مجلة الجهاد، الوادي، والضياء.
- شغل منصب مدير مجلة (الكتاب العربي).[2]

## دواوينه
- الألحان الضائعة.
- صدى ونور ودموع.
- عودة الوحي.
- شهرزاد.
- زاد المسافر.
- النبع.
- نوافذ.
- صلواتي أنا.[1][2]

## تحقيقاته
- ديوان البحتري.
- طوق الحمامة.
- أخبار البلدان.
- طيف الشباب.[1]
- ديوان المتلمس الضبعي.
- ديوان المثقب العبدي.
- ديوان عمرو بن قَميئة.

## وصلات خارجية
- زيارة لمكتبة فلان حسن كامل الصيرفي محاورة نادية صالح